# Christiane Delyne
Pour l’article ayant un titre homophone, voir Delyn.
Evelyn Meyer dite Christiane Delyne ou Crystiane Delyne, née le 3 septembre 1902 à Philadelphie (Pennsylvanie) et morte le 17 avril 1960  dans le 15e arrondissement de Paris, est une actrice française d'origine américaine.

## Biographie
Dans les années 1930, la future chanteuse Lucienne Delyle, dont elle était l'actrice préférée, s'était inspirée du nom de scène de Christiane Delyne pour choisir le sien, avant d'opter pour un « l » (Delyle) à la place du « n » (Delyne).
Elle aurait été mariée avec Christian-Jaque et Bernard Lancret, mais sur son acte de décès, elle était célibataire et rien n'est mentionné au sujet de ces deux mariages. 
Morte à l'hôpital Necker à l'âge de 57 ans, Christiane Delyne repose au cimetière parisien de Bagneux (79e division).

## Théâtre
- 1929 : Le Sexe faible d'Édouard Bourdet, théâtre de la Michodière : Dorothy
- 1946 : Ce soir je suis garçon ! d'Yves Mirande et André Mouëzy-Éon, mise en scène Jacques Baumer, théâtre Antoine
- 1947 : Le Sexe faible d'Édouard Bourdet, théâtre de la Madeleine : Dorothy
- 1955 : À bout portant de Jean Bruce, mise en scène Jacques-Henri Duval, théâtre de la Potinière
- 1956 : Bon appétit monsieur de Gilbert Laporte, mise en scène Alfred Pasquali, théâtre de l'Athénée
- 1958 : Plainte contre inconnu de Georges Neveux, mise en scène José Quaglio, théâtre du Vieux-Colombier

## Filmographie
- 1930 : L'Étrangère de Gaston Ravel
- 1931 : Atout cœur d'Henry Roussell
- 1931 : La Chance de René Guissart
- 1931 : Papa sans le savoir de Robert Wyler
- 1931 : Il est charmant ou Paris je t'aime de Louis Mercanton
- 1931 : Rien que la vérité de René Guissart
- 1931 : La Vagabonde de Solange Bussi
- 1932 : Cognasse de Louis Mercanton
- 1932 : La Cure sentimentale de Pierre Weill et Max Dianville
- 1932 : Pomme d'amour de Jean Dréville
- 1932 : Une jeune fille et un million de Max Neufeld et Fred Ellis
- 1933 : L'Ange gardien ou Le marin chantant de Jean Choux
- 1933 : Du haut en bas de Georg-Wilhelm Pabst
- 1933 : Le Coq du régiment de Maurice Cammage
- 1933 : Le Maître de forges de Fernand Rivers
- 1933 : La Merveilleuse Tragédie de Lourdes de Henri Faber
- 1933 : Paprika de Jean de Limur
- 1934 : Le Cavalier Lafleur de Pierre-Jean Ducis
- 1934 : L'École des contribuables de René Guissart
- 1934 : J'ai une idée de Roger Richebé : Daisy
- 1934 : Le Père Lampion de Christian-Jaque
- 1934 : Compartiment de dames seules de Christian-Jaque
- 1934 : Arlette et ses papas de Henry Roussell
- 1934 : 300 à l'heure de Willy Rozier
- 1935 : Sacré Léonce de Christian-Jaque
- 1935 : La Sonnette d'alarme de Christian-Jaque
- 1935 : Sous la griffe de Christian-Jaque
- 1935 : Voyage d'agrément de Christian-Jaque
- 1935 : La Petite Sauvage ou Cupidon  au pensionnat de Jean de Limur
- 1936 : La Dame de Vittel de Roger Goupillières
- 1936 : Les Gaietés du palace de Walter Kapps
- 1936 : Une poule sur un mur de Maurice Gleize
- 1936 : Les Maris de ma femme de Maurice Cammage
- 1937 : La Maison d'en face de Christian-Jaque
- 1937 : Les Gangsters de l'expo, de Émile-Georges De Meyst
- 1937 : Cinderella ou Séduction de Pierre Caron
- 1937 : Le Porte-veine d'André Berthomieu
- 1938 : La Belle Revanche de Paul Mesnier
- 1938 : Vacances payées de Maurice Cammage
- 1939 : Le monde tremblera ou La Révolte des vivants de Richard Pottier
- 1949 : La Maison du printemps de Jacques Daroy
- 1950 : Coq en pâte de Carlo Felice Tavano
- 1957 : Fernand clochard de Pierre Chevalier

Courts métrages
- 1930 : Ce qu'on dit, ce qu'on pense
- 1930 : Le Sexe fort
- 1931 : Une brune piquante ou La Femme à barbe de Serge de Poligny
- 1931 : Dépannage de René Guissart
- 1931 : Ménages ultra moderne de Serge de Poligny
- 1932 : La Dame d'en face de Claude Autant-Lara
- 1932 : Heure d'été de Robert Bossis
- 1932 : Laissez faire le temps ou À la mode de chez nous
- 1932 : Y a erreur ou Gilberte exagère de Joseph Tzipine - moyen métrage
- 1933 : Le Médecin de service de André Cerf
- 1934 : La Claque de Robert Péguy
- 1934 : Malabars de René Jayet
- 1934 : Piano à vendre de René Jayet
- 1934 : Y faut s'marier de René Pujol
- 1935 : Les Conquêtes de César de Léo Joannon - moyen métrage
- 1935 : En avant la musique de André Pellenc - moyen métrage
- 1935 : Léonie est en avance de Jean-Pierre Feydeau
- 1935 : Le Roi des gangsters de Maurice Gleize
- 1950 : L'Art d'être courtier de Henri Verneuil
- 1950 : On demande un bandit de Henri Verneuil
- 1951 : Épouse ma veuve, court métrage, de Maurice Cam